# Geert van Eijk
Gerardus Hubertus Wilhelmus (Geert) van Eijk (Tegelen, 8 oktober 1948) is een Nederlands hockeyer.
Van Eijk speelde tussen 1976 en 1980 92 interlands (3 doelpunten) voor de Nederlandse hockeyploeg. Hij maakte deel uit van de selecties die deelnamen aan de Olympische Spelen 1976. In clubverband speelde Van Eijk bij THC Tegelen, HC Horst en VHC Venlo.
Jan Albers · 
André Bolhuis · 
Theodoor Doyer · 
Geert van Eijk · 
Imbert Jebbink · 
Hans Jorritsma · 
Wouter Kan · 
Coen Kranenberg · 
Hans Kruize · 
Wouter Leefers · 
Paul Litjens · 
Maarten Sikking · 
Ron Steens · 
Tim Steens · 
Bart Taminiau · 
Rob Toft ·
Coach: Wim van Heumen